# 赤松義祐

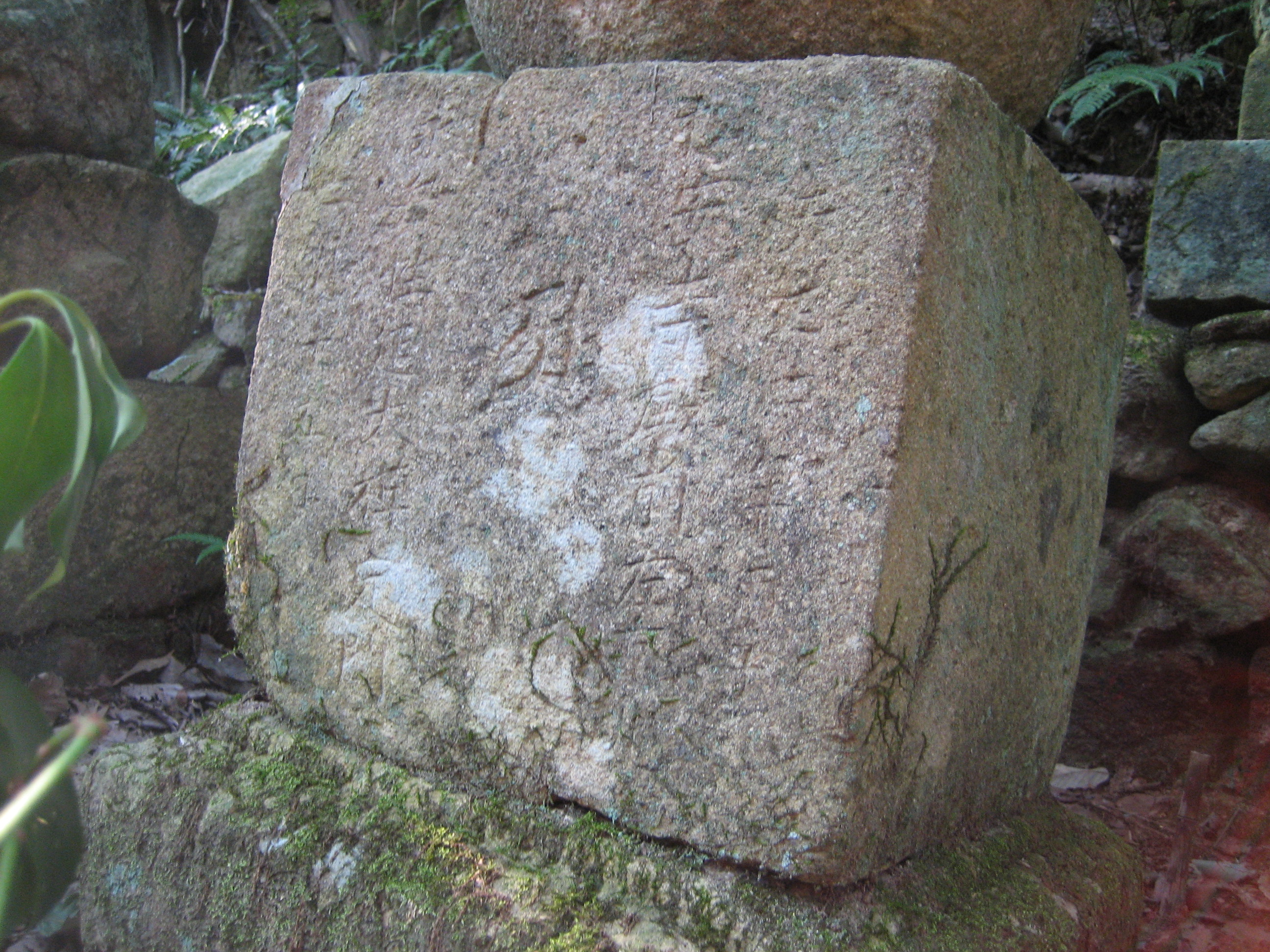
義祐の戒名が刻まれた墓石

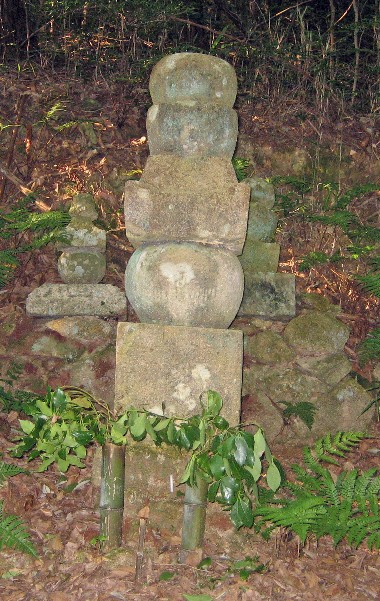
赤松家菩提寺松安寺(廃寺)に残る赤松義祐の墓

赤松 義祐（あかまつ よしすけ）は、播磨国の戦国大名。赤松氏の第12代当主。播磨置塩城城主。赤松晴政の嫡男として生まれる。元服に際して、室町幕府第13代征夷大将軍・足利義輝より偏諱（「義」の1字）を受け、父・晴政の初名「政祐」の1字と合わせて義祐と名乗る。

## 生涯

### 家督相続
天文23年（1554年）、三好長慶と通じて安宅冬康と共に播磨明石城の明石氏、三木城の別所村治を攻めた。成人後は父・晴政と連署体制で政務にあたっていたが、永禄元年（1558年）8月には小寺政職などの後見を得て家中騒動を起こして父を追放し、家督を相続して赤松氏の当主となるが、晴政は娘婿の赤松政秀を頼り龍野城に拠り、義祐に対抗した。永禄7年（1564年）には浦上政宗の長男、浦上清宗と黒田職隆の娘との結婚式を赤松政秀が奇襲し、政宗・清宗親子が討ち取られるという事件が起きるなど騒乱が続いた。

### 父の死後
しかし、永禄8年（1565年）に晴政が病没した為、晴政の意向で宗家と相対していた政秀は対立の理由を失ったので義祐と和解が成立するが、その後に政秀は利神城を攻め取るなど軍事行動によって勢力を伸長し、また永禄10年（1567年）には独自に当時流浪の身であった足利義昭（義輝の弟）と接触し関係を持つなどの動きを見せるようになる。また、一方で東播磨の有力者である別所安治も独自に動いていたが、義祐の治める赤松家にはこうした動きを御する力は無かった。

### 赤松政秀との対立
永禄11年（1568年）9月、織田信長の協力を得た足利義昭が征夷大将軍（室町幕府第15代将軍）に就任すると、赤松政秀は自分の娘を義昭の侍女として仕えさせようとした。義祐は宗家を無視して勝手に将軍と結び付きを深めようとする政秀に怒り、御着城主小寺政職に命じて京へと向かう政秀の娘を拉致させ、政秀を「無道の仁」として糾弾し、備前の浦上宗景へと挙兵を促し政秀を挟撃して討ち果たさんとした。要請を受けた宗景もこれを勢力伸長の好機と捉え、備作衆を率いて播磨に侵攻し、政秀の領地を脅かした。翌永禄12年（1569年）2月には、解放された政秀の娘が京へと着くが宗景は相変わらず政秀を攻め立て、政秀は足利義昭に救援を求めた。

### 危機
救援要請を受けた義昭は信長に政秀救援を命じ、同年8月に池田勝正を大将とする摂津衆に別所安治が加わった軍が播磨の義祐領に侵攻。時を同じくして浦上も宇喜多直家の謀反によって備前に戻らざるを得なくなり、義祐は小寺と組んで池田・別所に対抗したが敵わず、庄山城・高砂城などを次々と落とされてしまう。一転して窮地に立たされた義祐は置塩城に篭もり、池田・別所軍の攻撃にひたすら耐えた。
しかし幸運だったのは、織田家も当時はまだ三好氏などが健在の畿内に安定した勢力を確立しているとは言いがたい段階であった事で、9月には摂津衆は途中で信長によって呼び戻され畿内へと撤退し、別所安治も兵を退いた。義祐はこの後すぐに織田家に接近し関係修復を行い、織田家への臣従の証として則房を出陣させ、政秀の領地である龍野を攻める浦上軍と対峙させた。
一方で赤松政秀は黒田職隆・孝高親子に青山・土器山の戦いで惨敗し、その後に浦上宗景の攻撃を受けて龍野城を浦上軍に奪われ幽閉処分を食らい翌年に暗殺される。また浦上に反旗を翻していた宇喜多直家も浦上に降服して一連の動乱は終息し、義祐は窮地を脱した。

### 隠居
義祐救援という名目で出陣している以上は宗景は攻撃してこず龍野を攻め立て、また則房も戦意は無かった。11月には池田勝正・和田惟政・伊丹忠親らが政秀救援に駆けつけたが同月中に政秀が浦上に降服したため、ほとんど戦うこと無く畿内へと戻っていった。また、則房も浦上が播磨を去ると置塩に戻っている。翌元亀元年（1570年）に息子則房に家督を移譲し隠居する。時期は不明だが、則房と折り合いが悪く一時、三木の別所重宗の下に移動しなければならない程の緊張状態に達したが、程なく則房と和解し置塩城に復帰している。隠居から6年後の天正4年2月15日（1576年3月15日）に死去。
永禄11年（1568年）、後に方広寺の鐘を鋳造することになる芥田五郎右衛門に播磨国内の鋳物師統括を許可した記録が残る。墓所は姫路市夢前町松安寺跡地にある。